# シロップ 百合アンソロジー
『シロップ 百合アンソロジー』とは、双葉社より発売されている百合作品のアンソロジーコミック（書籍扱いコミックス）である。

## 概要
2019年5月に『月刊アクション』（双葉社）の企画により、大人の女性同士の恋をテーマにした『シロップ 社会人百合アンソロジー』が発売された。
2019年6月には第2弾が発表され、2019年8月に誰にも言えない関係性をテーマにした『シロップ SECRET 禁断×百合アンソロジー』が発売された。第2弾の発売に伴い、シロップの情報や双葉社の百合作品を紹介するTwitterアカウント「双葉社百合部」が開設された。2020年8月現在、第5弾まで発売されている。
『月刊アクション』やwebアクションに、作品の出張掲載が行われている。

## 特徴
シロップでは、毎弾設定されるテーマの百合作品が収録されている。第1弾は「社会人」、第2弾は「禁断」、第3〜4弾は「初夜」、第5弾は「おねロリ」をテーマとしている。
収録される作品は全て書き下ろしである。

## 第1弾 社会人百合アンソロジー
2019年5月11日発売。大人の女性同士の恋をテーマとしている。カバーイラストはフライが手がけた。

### 収録内容
- 雪子 『午前1時のコインランドリー』
- コダマナオコ 『デイリースマイル(^^)』
- よしむらかな 『弱虫女王』
- 郷本 『私のあの子』
- もちオーレ 『じゅくのせんせいとじゅくのせんせい』
- しおやてるこ 『やくそく』
- 川浪いずみ 『夜間飛行』
- 天野しゅにんた 『ある花屋と水曜19時の女』
- 黄井ぴかち 『捨て猫と灯』
- 吉田丸悠 『MAMA×HAHA』
- 玄鉄絢 『ローズクォーツ』
- 松崎夏未 『わたしのファム・ファタール』
- 伊藤ハチ 『おとなの初恋』[注 1]
- 森永みるく 『天使とお仕事』

## 第2弾 SECRET 禁断×百合アンソロジー
2019年8月8日発売。誰にも言えない関係性をテーマにしている。本作からタイトルに「SECRET」のようなサブタイトルが付くようになった。カバーイラストはフライが手がけた。

### 収録内容
- 川浪いずみ 『かげろうの声』
- 郷本 『被写体依存』
- 辻恵 『図書室のあの子は、』
- 缶乃 『それがあの娘のほしいもの』
- 天野しゅにんた 『おしごとがんばるキミがスキ』
- 伊藤ハチ 『ひだりの足枷』[注 2]
- タカハシマコ 『妹のアイスクリーム』
- 松崎夏未 『4人目の女』
- 吉田丸悠 『揚羽、翔ぶ』
- いけだたかし 『Slit』
- 森永みるく 『どこからとか恋かとか』

## 第3弾 NIGHT 初夜百合アンソロジー
2019年11月12日発売。女性同士の「初夜」をテーマにしている。サブタイトルは「NIGHT」。カバーイラストはフライが手がけた。

### 収録内容
- 伊藤ハチ 『いなりの結婚』[注 1]
- 焔すばる 『初夜・After』
- 川浪いずみ 『君とふたりでのぼせたい』
- 散田島子 『彼女の指輪』[注 3]
- 吉田丸悠 『童貞女子たちの夜』
- 岩見樹代子 『あいかぎ』
- いけだたかし 『避暑地にて』
- 猿醤 『秘密的考察』
- 缶乃 『最初で最後の夜の話』
- 森永みるく 『あなたならなんでもいい』

## 第4弾 HONEY 初夜百合アンソロジー
2020年4月27日発売。第3弾と同じく、女性同士の「初夜」をテーマにしている。サブタイトルは「HONEY」。カバーイラストはフライが手がけた。

### 収録内容
- 毒田ペパ子 『Pretty Little Sexy Girl』
- 北尾タキ 『おしえて先生』
- いちごイチエ 『シガレットチョコの想い』
- 森島明子 『スムージー』
- 伊藤ハチ 『ほまれの姫君』
- 桐山はるか  『愛のはじまり』
- 西尾雄太 『キック イン ザ ティース』
- 嵩乃朔 『私だけのアイドル』
- タチ 『海沿いの街＊逃避行』[注 4]
- 岩見樹代子 『やくそく』

## 第5弾 PURE おねロリ百合アンソロジー
2020年8月11日発売。お姉さんと少女の純度100%の恋をテーマにしている。サブタイトルは「PURE」。カバーイラストは森倉円が手がけた。

### 収録内容
- 土室圭 『大人になりたい』
- 前屋進 『やくそく』
- 柚木涼太 『Vと初恋』
- つづら涼 『スーリール』
- みかん氏 『おはようからおやすみまで』
- タチ 『元JKと未JK』
- 吉田丸悠 『CANDY GUILTY』
- 秋津貴央 『バラにキス』
- 伊藤ハチ 『ツムグの魔法』
- 岩見樹代子 『こどものままで』

## 海外版
2019年9月にアメリカ合衆国の出版社「セブンシーズ・エンターテインメント」がシロップのライセンスを取得した。
第1弾の社会人百合アンソロジーが『Syrup: A Yuri Anthology Vol. 1』という名称で2020年8月11日（電子書籍版は2020年6月23日）に発売した。

## 書誌情報
- 『シロップ 社会人百合アンソロジー』 双葉社〈アクションコミックス〉 2019年5月11日発売[13]、ISBN 978-4-575-85309-4
- 『シロップ SECRET 禁断×百合アンソロジー』 双葉社〈アクションコミックス〉 2019年8月8日発売[14]、ISBN 978-4-575-85339-1
- 『シロップ NIGHT 初夜百合アンソロジー』 双葉社〈アクションコミックス〉 2019年11月12日発売[15]、ISBN 978-4-575-85377-3
- 『シロップ HONEY 初夜百合アンソロジー』 双葉社〈アクションコミックス〉 2020年4月27日発売[17]、ISBN 978-4-575-85440-4
- 『シロップ PURE おねロリ百合アンソロジー』 双葉社〈アクションコミックス〉 2020年8月11日発売[19]、ISBN 978-4-575-85481-7